# 楠米托克基
楠米托克基是巴西南大河州的一个市镇。总面积361.67平方公里，总人口15228人，人口密度42.1人/平方公里。